# Di nixi
Di nixi (Nixae) были богами рождения в римской религии. Они изображались стоящими на коленях или сидящими на корточках (обычные в античности позы при родах). Грамматик II века н. э. Фест считал их имя причастием от глагола nitor («упираюсь, напрягаюсь»). Варрон (I век до н. э.) отмечал, что готовящиеся родить женщины называются enixae, так как Никсы покровительствуют ритуалам, сопровождающим роды. У Овидия «двойничные Никсы» упоминаются вместе с богиней рождения Луциной.
Перед Капитолийским храмом (со стороны, посвящённой Минерве) стояла скульптурная группа, изображавшая трёх стоящих на коленях Никсов. Вероятно, она была привезена в Рим консулом Манием Глабрионом среди трофеев, взятых у Антиоха Великого после победы при Фермопилах в 191 г. до н. э. По другой версии, статуя была вывезена из Коринфа в 146 г. до н. э.
В античной иконографии коленопреклонённая поза роженицы встречается также при изображении Лето, дающей жизнь Аполлону и Артемиде, и Авги, рождающей Телефа (сына Геракла). Соран Эфесский не одобрял эту позу для родов, считая её «болезненной и смущающей». Однако он советовал её роженицам, страдающим ожирением или же лордозом (из-за которого матка могла отклониться от оси родового канала).

## Места и ритуалы
Никсы охраняли вход в жизнь, поэтому они могли ассоциироваться с идеей возрождения или спасения. Такие идеи были распространены в мистериальных религиях, чьи обряды инициации порой включали коленопреклонённую позу. Роды в античности представляли риск для жизни, что также играло роль в почитании Никсов.
На алтаре Никсов (ad Nixas), стоявшем в Таренте на Марсовом поле, ежегодно приносился в жертву октябрьский конь. Возможно, алтарь находился под землей, подобно расположенным поблизости алтарям Диспатера и Прозерпины. Тарент дал название проводившимся здесь Тарентинским играм. Сохранилась надпись, посвящённая проведению этих игр Августом в 17 г. до н. э., в которой упоминается ночное жертвоприношение в честь Илифий, греческих божеств, аналогичных Никсам. В этой надписи дважды встречается фраза nuptae genibus nixae, что можно перевести как «женщины, рожающие на коленях» или «опирающиеся на колени».
Во время Тарентинских игр (позднее названных Секулярными) римские матроны возносили молитвы к богам и устраивали ритуальные угощения. Это был необычно открытый праздник: в нём участвовали женщины и дети. Это соответствовало большому вниманию, которое Август уделял институту семьи, считая, что семья — залог выживания римского государства.
Роберт Палмер считал, что место, где раньше находился алтарь Никсов (современная Пьяцца Навона), сохраняла культовое значение и в христианскую эпоху:

Тень Никсов витает над Сант-Агостино. Я часами сидел лицом к внутреннему порталу этой церкви, всегда запечатанному, чтобы вместить сотни даров, приносимых статуе Мадонны дель Парто («Богоматери родов»). И в свете свечей я видел, как множество римлянок трогало части этого христианского кумира в определённом порядке. Кто скажет, не такая ли Богоматерь находилась в церкви святого Трифона, и не восходит ли её род к Матери-Земле или к Исиде с ребёнком Гарпократом?